# Пам'ятник Олександрові Пушкіну (Таганрог)
Пам'ятник Олександрові Пушкіну — бронзовий пам'ятник російському поету Олександрові Сергійовичу Пушкіну встановлений на Пушкінській набережній в Таганрозі 6 червня 1986 року. Автор — народний художник РФ, член-кореспондент АМ СРСР Г. В. Нерода. Проект встановлення пам'ятника виконаний під керівництвом П. Бондаренко («Спецпроектреставрація»).
Місце, де встановлено пам'ятник Пушкіну, було впорядковано силами підприємств Ленінського району. Воно викладено старою бруківкою, під старовину виконані світильники, поставлені садові лави і тому подібне. П'єдестал бетонний, облицьований гранітною плиткою. 
Пам'ятник зведено з метою увічнення факту відвідування Таганрога О. С. Пушкіним у червні 1820 року.